# Motorola Moto X (seconda generazione)

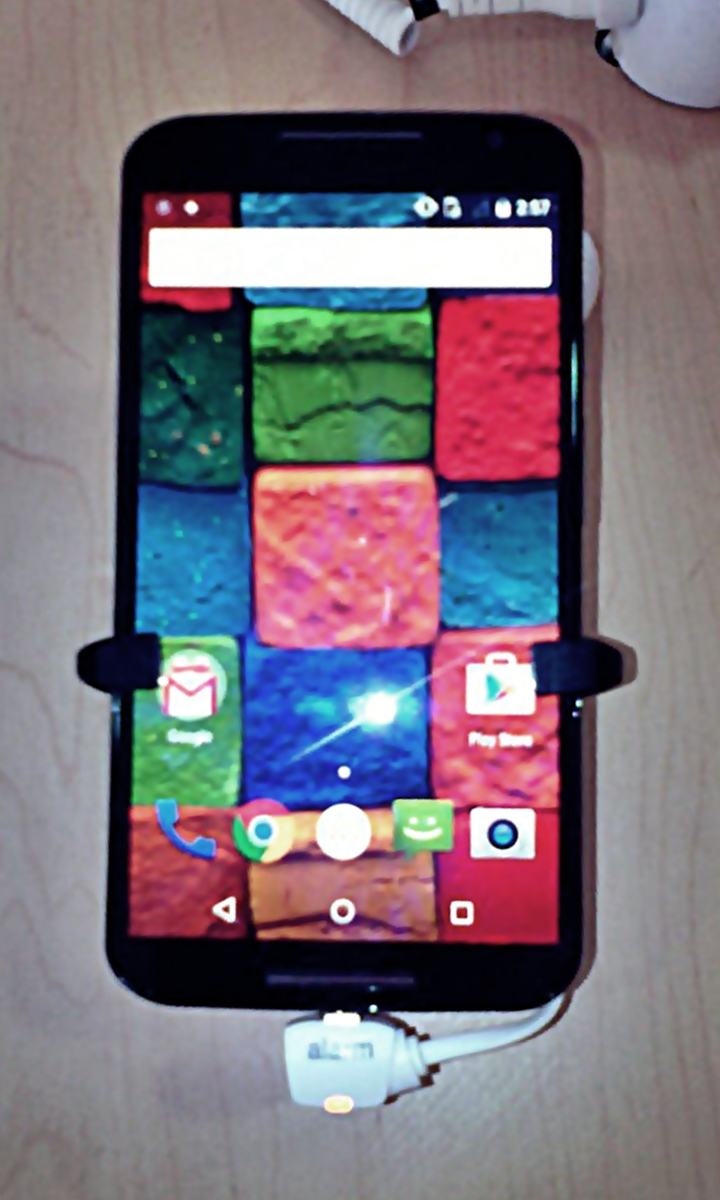
Un Motorola Moto X seconda generazione, con Android 5.0 Lollipop

La seconda generazione di Moto X, conosciuto anche con il nome di Moto X (2014), è uno smartphone sviluppato da Motorola Mobility. Messo in commercio il 5 settembre 2014, è il successore dell'originale Moto X in vendita dal 2013.

## Specifiche

### Hardware
La seconda generazione di Moto X ha un design simile al predecessore con una parte posteriore curva, ma con l'aggiunta di dettagli in alluminio, uno altoparlante frontale singolo, e un gruppo di sensori infrarossi. L'hardware interno è stato aggiornato, incorporando uno schermo di 5.2 pollici Super AMOLED con risoluzione 1080p e matrice pentile, un processore Qualcomm Snapdragon 801 a 2.5 Ghz con 2 GB di RAM, una fotocamera posteriore da 13 megapixel con supporto per registrazioni video in risoluzione 4k, e 16/32 GB di memoria interna.

## Varianti
Il Moto X (2ª generazione) ha varie varianti che supportano differenti reti 3G e 4G:
| Modello | FCC ID             | Portanti/Regioni | Bande CDMA   | Bande GSM              | Bande UMTS             | Bande LTE                          | Note |
| ------- | ------------------ | --- | ------------ | ---------------------- | ---------------------- | ---------------------------------- | --- |
| XT1085  | China              | 800 | Quad         | 850/900/1900/2100      | 1/3/7/20/38/39/40/41   | Sbloccato per gli operatori cinesi | |
| XT1092  | IHDT56QA3          | Europa, Asia | N/A          | Quad                   | 850/900/1800/1900/2100 | 1/3/7/8/20                         | SIM sbloccata |
| XT1093  | U.S. Cellular U.S. | 800/850/1900 | Quad         | 850/900/1800/1900/2100 | 2/4/5/12/17/25         | SIM locked                         | |
| XT1094  | IHDT56QA3          | Republic Wireless | 800/850/1900 | Quad                   | 850/900/1800/1900/2100 | 2/4/5/12/17/25/26/41               | Bloccato dall'operatore; Blocco SIM; ROM non compatibile con gli altri operatori. |
| XT1095  | IHDT56QA1          | GSM sbloccato U.S. "Pure Edition"                                                                                           | N/A          | Quad                   | 850/900/1700/1900/2100 | 2/3/4/5/7/17                       | SIM sbloccata e compatibile con la maggior parte degli operatori inclusi AT&T e T-Mobile US; bande LTE ristrette a livello software a 2/4/17, 3/5/7 attivate con l'aggiornamento a Lollipop OTA; Spedito con una SIM T-Mobile. |
| XT1096  | IHDT56QA2          | Verizon U.S. | 850/1900     | Quad                   | 850/900/1900/2100      | 2/3/4/7/13                         | |
| XT1097  | IHDT56QA1          | AT&T U.S., Retail Canada, Telus Canada, Retail Brasile, Nextel Brasile e la maggior parte degli operatori in America Latina | N/A          | Quad                   | 850/900/1700/1900/2100 | 2/3/4/5/7/17/29                    | La variante AT&T non supporta la banda 29 della rete LTE (restrizione software) ed è SIM locked con gli operatori al di fuori degli Stati Uniti. Le altre varianti sono sbloccate.                                             |

Tutte le varianti supportano quattro bande 2G GSM (850/900/1800/1900).
Motorola ha specificato che non ci sarà una versione per l'operatore Sprint in U.S.